# خلية شبكية طلائية
الخلايا الشبكية الطلائية هي بنية في كل من القشرة والنخاع من الغدة الزعترية. ومع ذلك، من الناحية النسيجية، يتم التعرف عليها بسهولة أكبر في النخاع. تحتوي هذه الخلايا على حبيبات إفرازية يعتقد أنها تحتوي على هرمونات الغدة الزعترية.
هناك ستة أنواع مختلفة: الأنواع 1-3 في القشرة، والأنواع 4-6 هي في النخاع. الخلايا الشبكية الطلائية هي الخلية الأساسية المعنية بالتأكد من عدم السماح للخلايا اللمفية التائية (T cells ) بالبقاء على قيد الحياة والتي من شأنها أن تهاجم خلايا الجسم نفسه.
وهي تفعل ذلك من خلال تفعيل نسبة كبيرة جدا من جينومها، وتفعيل العديد من بروتيناتها الخاصة المعروفة ب«البروتينات الذاتية» على غشاء الخلية قدر الإمكان. كما تهاجر الخلايا التائية من قشرة الغدة الزعترية إلى النخاع، فإنها تتلامس مع العديد من الخلايا الشبكية الطلائية، وإذا ما واجهت البروتينات الذاتية الخاصة بخلايا الشبكة الطلائية وتم التعرف عليها كمسبب للمرض ، فان الخلايا الطلائية تقوم بتدميرها.

## روابط خارجية
- صور نسيجية: 07404loa — نظام تعلم علم الأنسجة في جامعة بوسطن
- Description at umdnj.edu نسخة محفوظة 21 يوليو 2006 على موقع واي باك مشين.
- صورة تشريحية: 61_06 في مركز جامعة أوكلاهوما للعلوم الصحية. - "Thymus"
- مادة علم الأنسجة في جامعة إلينوي في إربانا-شامبين 416